# Сами Хедира
Сами Kедира (арап. سسامي خضيرة., Штутгарт, 4. април 1987) је немачки фудбалски , који je 1.jула 2021. завршио каријеру.

## Каријера
Хедира је рођен у Штутгарту, од оца Тунишанина и мајке Немице. Пре него што је прешао у млађе категорије Штутгарта 1995, тренирао је фудбал у екипи Ефингена. Почетком сезоне 2006/07. тадашњи тренер Штутгарта Армин Фех га је прикључио првом тиму. Дебитовао је 1. октобра 2006. против Херте. Своја прва два гола у дресу Штутгарта је постигао 29. октобра исте године, против Шалкеа. Први професионални уговор је потписао 29. јануара 2007.
Након добрих партија на Светском првенству 2010. прешао је у Реал Мадрид. Обештећење које је тада плаћено његовом тадашњем клубу није објављено. За нови клуб је дебитовао 13. августа 2010. на пријатељској утакмици са Бајерн Минхеном. У првенству је дебитовао 29. августа против Мајорке (0-0).

## Репрезентација
Хедира је укупно одиграо 30 утакмица у свим млађим селекцијама. На Европском првенству за играче до 21. године 2009. као капитен репрезентације подигао је пехар намењен победничкој репрезентацији.
За сениорску репрезентацију Немачке је дебитовао 5. септембра 2009. у пријатељској утакмици са Јужном Африком. У игру је тада ушао са клупе у 73. минуту. Нашао се и на списку учесника Светског првенства 2010. Био је стартер на свих седам утакмица, а у утакмици за треће место против Уругваја (3-2) главом је постигао победоносни гол.

## Трофеји

### Штутгарт
- Првенство Немачке (1) : 2006/07.

### Реал Мадрид
- Првенство Шпаније (1) : 2011/12.
- Куп Шпаније (2) : 2010/11. и 2013/14.
- Суперкуп Шпаније (1) : 2012.
- УЕФА Лига шампиона (1) : 2013/14.
- УЕФА суперкуп (1) : 2014.
- Светско клупско првенство (1) : 2014.

### Јувентус
- Првенство Италије (4) : 2015/16, 2016/17, 2017/18, 2018/19.
- Куп Италије (3) : 2015/16, 2016/17, 2017/18.
- Суперкуп Италије (1): 2018.
- Лига шампиона : финале 2016/17.

### Немачка
- Европско првенство до 21. године (прво место) : 2009.
- Светско првенство (прво место) : 2014.
- Светско првенство (треће место) : 2010.